# Ruth Ellis
Ruth Charlotte Ellis (Springfield, 1899. július 23. – Detroit, 2000. október 5.) afroamerikai leszbikus, LMBT-aktivista. A leghosszabb ideig élt LMBT-személy volt, aki nyíltan vállalta másságát. Százéves korában Yvonne Welbon a Living With Pride: Ruth C. Ellis @ 100 című dokumentumfilmjével állított emléket életéről, melyben maga Ruth játszotta a főszerepet.

## Életútja
1989. július 23-án született Springfieldben, Illinois államban, Charlie Ellis és Carrie Farro Ellis gyermekeként. Három fivére volt, ő volt a legfiatalabb. Szülei a tennessee-i rabszolgaság utolsó éveiben születtek. Anyja még kamasz korában elhunyt. Leszbikusságát 1915 körül vállalta fel nyíltan. Középiskolai tanulmányait 1919-ben fejezte be a Springfield High Schoolban. Akkortájt az afroamerikaiak kevesebb mint hét százaléka jutott el a középiskola befejezéséig. Az 1920-as években ismerte meg élete szerelmét, Ceciline Babe Franklint. 1937-ben Michigan államba, Detroitba költöztek, ahol Ellis volt az első olyan nő, akinek a városban saját nyomdaipari vállalkozása volt. Számos szórólapot és posztert készített. Ellis és Franklin háza az afroamerikai közösség számára a meleg pontként is ismeretes volt. Ennek oka, hogy lakhelyük a leszbikus és meleg partik egyik központi helye volt, továbbá az afroamerikai leszbikusok és melegek menedékeként is szolgált. Noha Ellis és Franklins később elváltak, több mint harminc évig voltak együtt. Franklin 1973-ban hunyt el. Élete során Ellis az afroamerikaiak, valamint a leszbikusok és melegek jogainak szószólója volt. 2000. október 5-én, álmában hunyt el.

## A Ruth Ellis Központ
A Ruth Ellis Központot Ruth Ellis munkássága és életútja tiszteletére alapították. A Központ az egyike a mindössze négy olyan érdekképviseleti szervezetnek, amely a hajléktalan LMBT-gyerekekkel és fiatal felnőttekkel foglalkozik. Fő tevékenységei közé tartozik a telefonos segítségnyújtás és az otthonról elszökött fiatalok támogatása és védelme, továbbá egy engedélyezett nevelőotthon üzemeltetése.

## Elismerések
A 2013-as Örökség Menetén többek között róla is megemlékeztek. Az Örökség Menete egy olyan rendezvény, melynek során a nevezetes LMBT történelmi személyek munkássága és eredményei állnak a figyelem középpontjában. A felvonulást Illinois államban, Chicagóban tartják.

## Fordítás
Ez a szócikk részben vagy egészben  a   Ruth Ellis (activist) című angol Wikipédia-szócikk ezen változatának fordításán alapul.  Az eredeti cikk szerkesztőit annak laptörténete sorolja fel. Ez a jelzés csupán a megfogalmazás eredetét és a szerzői jogokat jelzi, nem szolgál a cikkben szereplő információk forrásmegjelöléseként.